# Vilanova del Vallès
Vilanova del Vallès település Spanyolországban, Barcelona tartományban. Lakosainak száma 5632 fő (2024).

## Földrajza
Vilanova del Vallès La Roca del Vallès, Òrrius, Vilassar de Dalt, Vallromanes, Montornès del Vallès és Granollers községekkel határos.

## Népesség
A település lakosságának változását az alábbi diagram mutatja:
| Lakosok száma | 1322 | 2439 | 2932 | 4121 | 4797 | 5062 | 5241 | 5339 | 5535 | 5632 |
|               | 1981 | 2001 | 2004 | 2007 | 2010 | 2012 | 2015 | 2018 | 2021 | 2024 |